# 特羅斯季揚山
48°51′24″N 23°23′31.4″E / 48.85667°N 23.392056°E

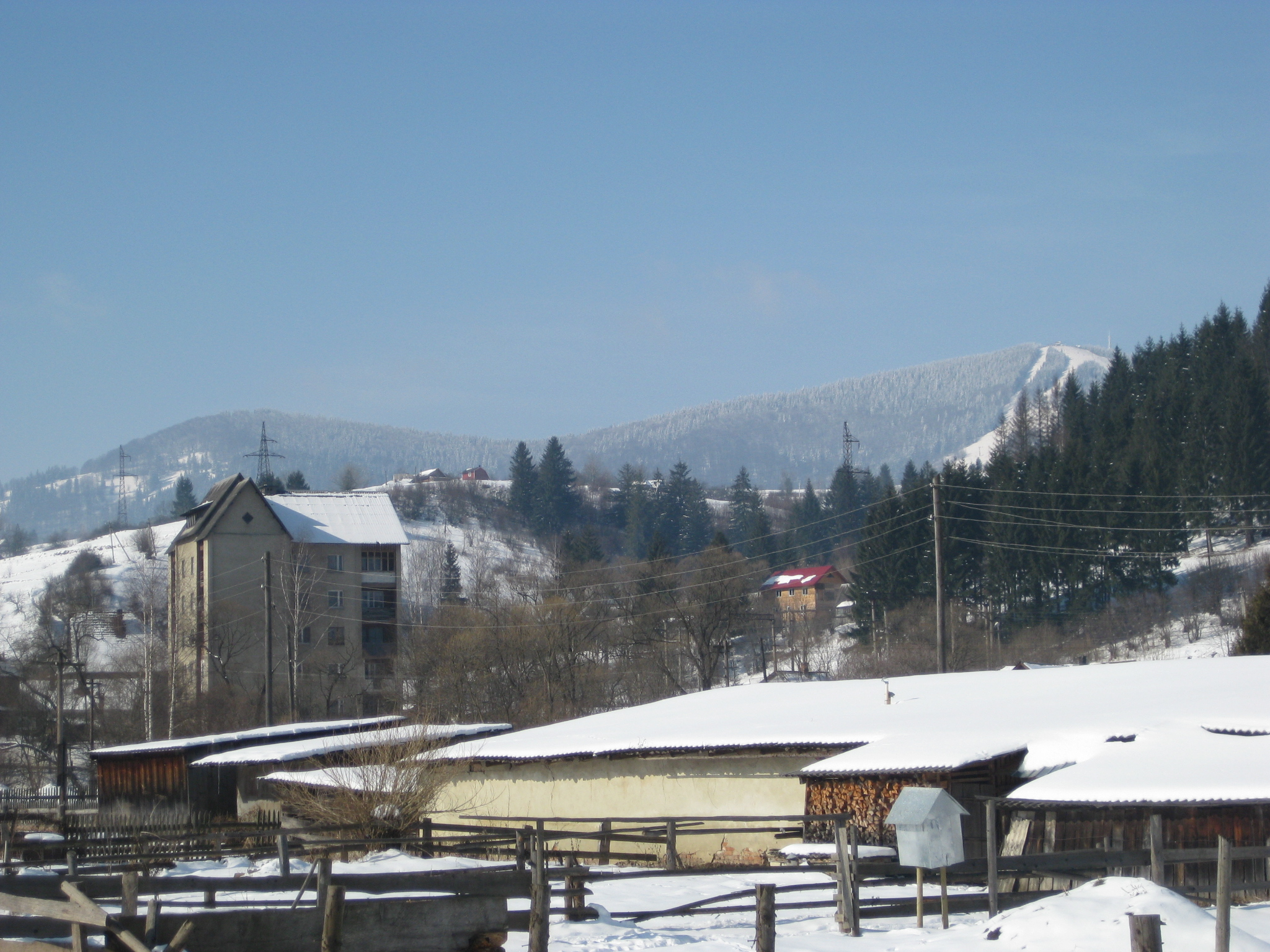

特羅斯蒂揚山（烏克蘭語：Тростян）是烏克蘭西部的山峰，屬於烏克蘭喀爾巴阡山脈中斯科列貝斯基德山脈的一部分。該山峰處於利維夫州的斯特雷區，海拔高度1,232米。